# Cộng hòa Xã hội chủ nghĩa Xô viết Litva–Byelorussia
Cộng hòa Xã hội chủ nghĩa Xô viết Litva - Belorussia là một nước Cộng hòa xã hội chủ nghĩa Xô viết được thành lập trên vùng lãnh thổ phía đông Litva và Belarus vào năm 1919. Nước Cộng hòa Xã hội chủ nghĩa Xô viết Litva - Belorussia được thành lập trên cơ sở sáp nhập nước Cộng hòa Xô viết Xã hội chủ nghĩa Byelorussia và Cộng hòa Xã hội chủ nghĩa Xô viết Litva vào tháng 2 năm 1919. Nhà nước này đã bị giải thể sau khi quân đội Ba Lan chiếm được hầu hết lãnh thổ Litva trong cuộc chiến tranh với chế độ Xô viết.

## Tên gọi
Tên gọi Cộng hòa Xã hội chủ nghĩa Xô viết Litva - Belorussia (Tiếng Litva: Lietuvos-Baltarusijos Tarybinė Socialistinė Respublika; Tiếng Belarus: Літоўска-Беларуская Савецкая Сацыялістычная Рэспубліка; Tiếng Nga: Литовско-Белорусская ССР; Tiếng Ba Lan: Litewsko-Białoruska Republika Rad) được hình thành trên cơ sở hai nhà nước Litva và Belorussia. Do vậy nhà nước này thường được gọi tắt với tên gọi LitBel hay LBSSR (trong tiếng Anh).

## Bối cảnh
Sau khi Chiến tranh Thế giới thứ nhất kết thúc, cùng với sự rút lui của quân đội Đức, các lãnh đạo của nước Nga Xô viết đã mở các chiến dịch tiến công sang phía tây để thu hồi các vùng lãnh thổ bị mất sau hòa ước Brest-Litovsk. Tuy nhiên trong và sau thời gian chiếm đóng, các lực lượng dân tộc chủ nghĩa được Đức ủng hộ đã thành lập nhiều quốc gia tách biệt trên vùng lãnh thổ chiếm được, có thể kể đến Litva, Latvia, Estonia, Ukraina, Belarus, Ba Lan... Các nhà nước thành lập trên lãnh thổ nước Nga này còn trở thành hàng rào ngăn chặn sự hỗ trợ của nước Nga Xô viết với các cuộc cách mạng vô sản ở châu Âu, đặc biệt là ở Hungary và Đức, nơi thiết lập các nước cộng hòa Xô viết ở Đông Âu.

## Thủ đô
Thủ đô lúc đầu đặt tại Vilnius. Trong tháng tư, khi Vilnius bị quân Ba Lan chiếm đóng, thủ đô được dời về Minsk, và về Smolensk vào cuối năm 1919. Chính quyền đã bị lật đổ vào ngày 25 tháng 8 năm 1919 khi mà toàn bộ lãnh thổ bị rơi vào tay liên quân Ba Lan, Khối Hiệp ước, Đức và Litva.
Năm 1920, những phần lãnh thổ còn lại của nó được chia cho Nền Cộng hòa thứ hai Ba Lan và Cộng hòa Xã hội chủ nghĩa Xô viết Belorussia.